# Edmond Albanach de Burgh
Edmond Albanach de Burgh, I Mac William Íochtar, nacido antes de 1315 y muerto en 1375.

## Primeros años
Edmond Albanach era hijo de sir William Liath de Burgh. Recibió su apodo por su estancia en Escocia en 1316 como rehén para su padre, después de que este fuera liberado por Robert de Bruce.

## Mac William Íochtar
El asesinato de su hermano, Walter Liath de Burgh, en 1332, llevó a la directa destrucción del Condado de Ulster de los de Burgh y a la guerra en el Señorío de Connacht. La guerra civil llegó a su culmen con el asesinato de su primo, Edmond de Burgh de Clanwilliam por Albanach en Lough Mask en 1338. Albanach fue expulsado de Connacht por esto, pero reunió una flota que acosó la costa de Connacht hasta recibir el perdón real en marzo de 1340. Fue capaz de mantenerse como el señor más poderoso al oeste del Shannon, sobre los O'Conor y los Clanricardes.